# Horní Město
Horní Město là một làng thuộc huyện Bruntál, vùng Moravskoslezský, Cộng hòa Séc.